# Bunkier okrętów podwodnych Valentin

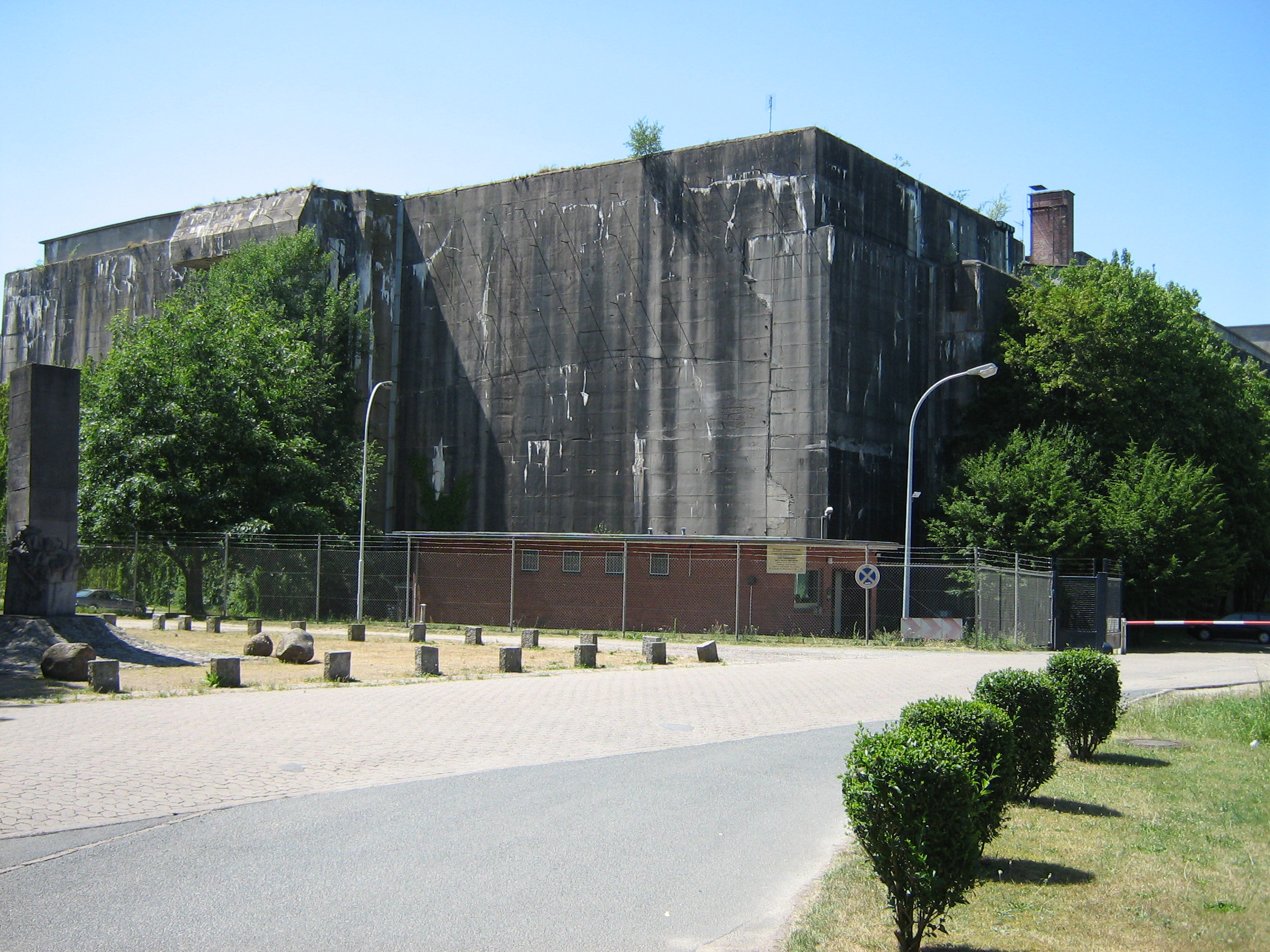
Wjazd na teren schronu

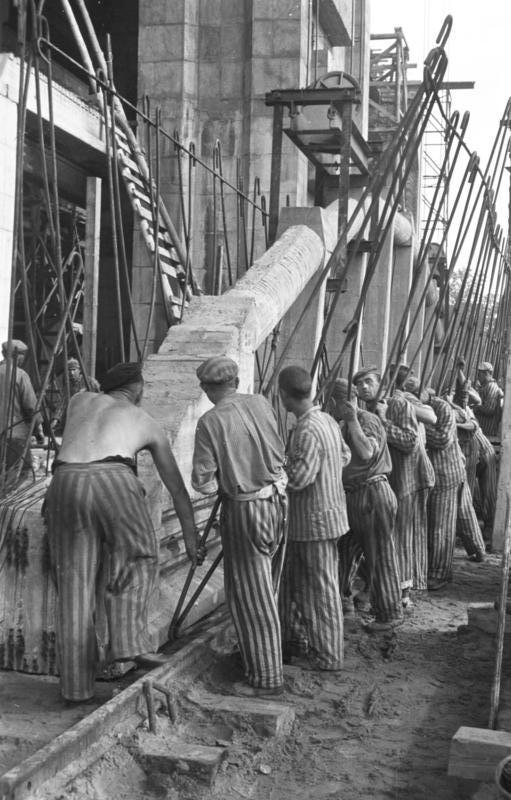
Więźniowie pracujący przy budowie schronu okrętów podwodnych "Valentin" (1944)

"Valentin" U-Boot bunkier (Bremen Farge) – schron przeznaczony dla okrętów podwodnych w Bremie u ujścia rzeki Wezery w północnych Niemczech.

## Historia obiektu
Obiekt był budowany w latach 1943-45. Ukończono go w 85%. Jest to największy w Niemczech i drugi co do wielkości wybudowany przez Niemców schron. W założeniach miała być to stocznia końcowa dla okrętów podwodnych typu XXI, które miały być budowane z 9 segmentów i wodowane do rzeki Wezery. 

## Charakterystyka
Do dziś schron jest obiektem militarnym, należącym do Bundeswehry jednak używanym już jedynie w 40% powierzchni. Od niedawna udostępniony jest dla zwiedzających.
Parametry schronu "Valentin": 
- długość: 426 m
- szerokość: część wschodnia 67 m, zachodnia 97 m
- wysokość: 20-22 m
- powierzchnia: 35 375 m²
- grubość ścian:
- 1 faza budowy 4,5 m
- 2 faza budowy 7 m
- zużycie betonu: około 500 000 m³

## Praca niewolnicza
Przy budowie obiektu pracowało 13 000 pracowników, w tym 4000 pracowników przymusowych, 5000 więźniów wojennych i 2000 więźniów KZ Bremen Farge (Polaków, Rosjan, Francuzów). Przy budowie zginęło około 6000 pracowników.